# Gare de Profondsart
La gare de Profondsart est un point d'arrêt ferroviaire belge de la ligne 161, de Schaerbeek à Namur, située à Profondsart, sur le territoire de la ville de Wavre dans la province du Brabant wallon en région wallonne.
Elle est mise en service en 1889 par l'Administration des chemins de fer de l'État belge. C'est une halte voyageurs de la Société nationale des chemins de fer belges (SNCB), desservie par des trains Suburbains (S).
En 2011 débutent les travaux du futur Réseau express régional bruxellois qui comportent notamment la création d'une nouvelle gare au nord de l'ancienne.

## Situation ferroviaire
Établie à 85 mètres d'altitude, la gare de Profondsart est située au point kilométrique (PK) 25,8 de la ligne 161, de Schaerbeek à Namur entre les gares de Rixensart et d'Ottignies. En direction d'Ottignies s'intercale la halte fermée du Buston.

## Histoire
La halte de Profondsart est mise en service le 1er octobre 1889 par l'administration des chemins de fer de l'État belge. Le bâtiment d'origine était situé à 2 688 mètres de la gare d'Ottignies et à 2 274 m de celle de Rixensart. La gare était gérée depuis la gare de Rixensart. Sa construction intervient vers 1893 et il préfigure le plan type 1893 que l'Etat belge utilisera ultérieurement pour une centaine de bâtiments de haltes.
Le bâtiment de la gare, vieux de 120 ans, a été démoli en février 2009 dans le cadre du passage à quatre voies pour le futur RER bruxellois. Il s'agissait d'un nouveau type de bâtiment, précurseur du plan type 1893 qui deviendra standard pour les haltes et petites gares jusqu'en 1914.

### Nouvelle gare
Le nouveau point d'arrêt de Profonsart mis en service en 2015 se situe environ 700 m plus au nord que l'ancienne gare,  soit à 3,3 km d'Ottignies et 1,8 km de Rixensart.

## Service des voyageurs

### Accueil
Halte SNCB, c'est un point d'arrêt non gardé (PANG) à accès libre.
Dans l'ancienne gare, un souterrain, accessible par des rampes, permettait la traversée des voies et le passage d'un quai à l'autre.
Dans le nouveau point d'arrêt le passage d'un quai à l'autre se fait via une passerelle. À terme, ce nouveau point d'arrêt disposera de 4 voies, un quai central et 2 quais latéraux.

### Desserte
Profondsart est desservie par des trains Suburbains (S) de la ligne S8 du RER bruxellois (voir brochure SNCB,).
En semaine et les week-ends, la desserte consiste en un train par heure dans chaque sens entre Bruxelles-Midi et Ottignies (une partie est prolongée jusque Louvain-la-Neuve en semaine).
Les jours ouvrables, l’un de ces trains S8 circulant l’après-midi est prolongé entre Bruxelles-Midi et Grammont (en tant que train S6 supplémentaire) et un autre train effectue le trajet inverse le matin.

### Intermodalité
Le stationnement des véhicules est possible à proximité.

## Comptage voyageurs
Ce graphique et tableau montre le nombre de voyageurs embarquant en moyenne durant la semaine, le samedi et le dimanche.
| Nombre de passagers qui embarquent à la gare de Profondsart | Nombre de passagers qui embarquent à la gare de Profondsart | Nombre de passagers qui embarquent à la gare de Profondsart | Nombre de passagers qui embarquent à la gare de Profondsart |
|                                                             | Semaine                                                     | Samedi                                                      | Dimanche                                                    |
| ----------------------------------------------------------- | ----------------------------------------------------------- | ----------------------------------------------------------- | ----------------------------------------------------------- |
| 1977                                                        | 377                                                         | 63                                                          | 53                                                          |
| 1978                                                        | 276                                                         | 64                                                          | 43                                                          |
| 1979                                                        | 287                                                         | 66                                                          | 33                                                          |
| 1980                                                        | 212                                                         | 63                                                          | 33                                                          |
| 1981                                                        | 182                                                         | 68                                                          | 58                                                          |
| 1982                                                        | 215                                                         | 75                                                          | 53                                                          |
| 1983                                                        | 176                                                         | 31                                                          | 32                                                          |
| 1984                                                        | 194                                                         | 34                                                          | 27                                                          |
| 1985                                                        | 184                                                         | 133                                                         | 58                                                          |
| 1986                                                        | 170                                                         | 42                                                          | 42                                                          |
| 1987                                                        | 249                                                         | 42                                                          | 29                                                          |
| 1988                                                        | 175                                                         | 35                                                          | 36                                                          |
| 1989                                                        | 170                                                         | 49                                                          | 37                                                          |
| 1990                                                        | 190                                                         | 41                                                          | 39                                                          |
| 1991                                                        | 192                                                         | 45                                                          | 27                                                          |
| 1992                                                        | 214                                                         | 42                                                          | 36                                                          |
| 1993                                                        | 230                                                         | 44                                                          | 103                                                         |
| 1994                                                        | 227                                                         | 69                                                          | 41                                                          |
| 1995                                                        | 150                                                         | 40                                                          | 34                                                          |
| 1996                                                        | 172                                                         | 40                                                          | 26                                                          |
| 1997                                                        | 172                                                         | 98                                                          | 52                                                          |
| 1998                                                        | 157                                                         | 56                                                          | 36                                                          |
| 1999                                                        | 158                                                         | 24                                                          | 29                                                          |
| 2000                                                        | 138                                                         | 68                                                          | 34                                                          |
| 2001                                                        | 153                                                         | 32                                                          | 36                                                          |
| 2002                                                        | 146                                                         | 38                                                          | 34                                                          |
| 2003                                                        | 128                                                         | 56                                                          | 36                                                          |
| 2004                                                        | 176                                                         | 59                                                          | 61                                                          |
| 2005                                                        | 219                                                         | 59                                                          | 50                                                          |
| 2006                                                        | 171                                                         | 44                                                          | 32                                                          |
| 2007                                                        | 166                                                         | 43                                                          | 24                                                          |
| 2008                                                        | -                                                           | -                                                           | -                                                           |
| 2009                                                        | 173                                                         | 60                                                          | 47                                                          |
| 2010                                                        | -                                                           | -                                                           | -                                                           |
| 2011                                                        | -                                                           | -                                                           | -                                                           |
| 2012                                                        | 156                                                         | 34                                                          | 34                                                          |
| 2013                                                        | 116                                                         | 39                                                          | 30                                                          |
| 2014                                                        | 146                                                         | -                                                           | -                                                           |
| 2015                                                        | 157                                                         | 59                                                          | 53                                                          |
| 2016                                                        | 167                                                         | 28                                                          | 48                                                          |
| 2017                                                        | 162                                                         | 40                                                          | 31                                                          |
| 2018                                                        | 204                                                         | 59                                                          | 54                                                          |
| 2019                                                        | 202                                                         | 112                                                         | 120                                                         |
| 2020                                                        | 110                                                         | 72                                                          | 78                                                          |
| 2021                                                        | -                                                           | -                                                           | -                                                           |
| 2022                                                        | 246                                                         | 121                                                         | 105                                                         |
| 2023                                                        | 248                                                         | 109                                                         | 68                                                          |
| 2024                                                        | 236                                                         | 98                                                          | 63                                                          |

## Projet et travaux
Dans le cadre du futur Réseau express régional bruxellois d'importants travaux concernent la gare et le passage de la ligne, qui passera de deux voies à quatre, sur le territoire de la commune. Il est prévu le déplacement de la gare d'environ 600 mètres vers le nord, en direction du chemin de Bruxelles, la création d'un parking, la construction de trois quais et d'un passage sous voies.